# شزندرة شبه متقاربة
شزندرة شبه متقاربة (الاسم العلمي: Schisandra parapropinqua) هي نوع نباتي يتبع جنس الشزندرة من فصيلة الشزندرية.